# Stazione di Riminifiera
La stazione di RiminiFiera è una fermata ferroviaria situata sulla linea Bologna-Ancona nel comune di Rimini. Si trova sul territorio della Fiera di Rimini, a pochi metri dall'ingresso principale.

## Storia
La fermata di RiminiFiera venne attivata il 17 gennaio 2004 e inaugurata lo stesso giorno con un treno speciale.
Complessivamente l'opera ha comportato un costo di 5,8 milioni di euro, tutti a carico della società che gestisce la fiera.

## Strutture e impianti
La stazione è formata da tre livelli: un sottopasso che permette l'accesso all'area fieristica vera e propria, salendo si accede al parcheggio, mentre sul livello più alto sono presenti i binari e le banchine. La piattaforma ha una lunghezza di circa 350 metri, con una copertura di una pensilina di 100 metri in acciaio.
Sono presenti i seguenti servizi:
- Sala d'attesa
- Biglietteria automatica

## Movimento
Al 2007, l'impianto risultava frequentato da un traffico giornaliero medio di circa 210 persone.

## Servizi
La stazione è classificata da RFI nella categoria bronze.